# Fort Lauderdale–Hollywood International Airport

Fort Lauderdale–Hollywood International Airport (IATA: FLL, ICAO: KFLL, FAA LID: FLL)  är en civil flygplats i Dania Beach, fem kilometer från det centrala område i Fort Lauderdale i Broward County i delstaten Florida, USA.
Flygplatsen, som rankas som den 21 största i USA med mer än 23 miljoner passagerare per år, öppnades som en militär flygplats 1929 och blev civil flygplats år 1956. Den har både inrikes amerikansk och internationell trafik till Kanada, Central- och Sydamerika, Karibien och Europa. Norwegian Air Shuttle trafikerar flygplatsen sedan vintern 2013 från Köpenhamn, Oslo och Stockholm (Arlanda) och sedan juli 2014 från London (Gatwick) med flygplanstypen Boeing 787 Dreamliner.

## Terminaler och utgångar

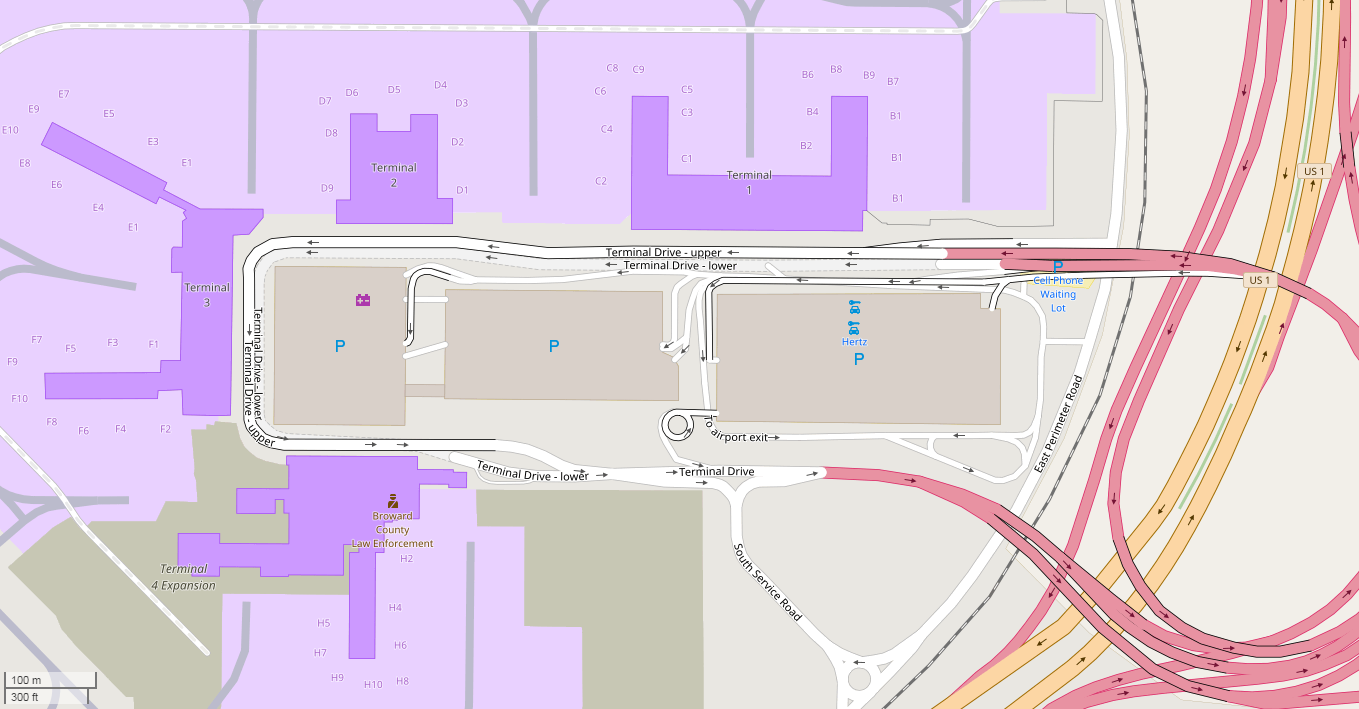
Terminalkarta.

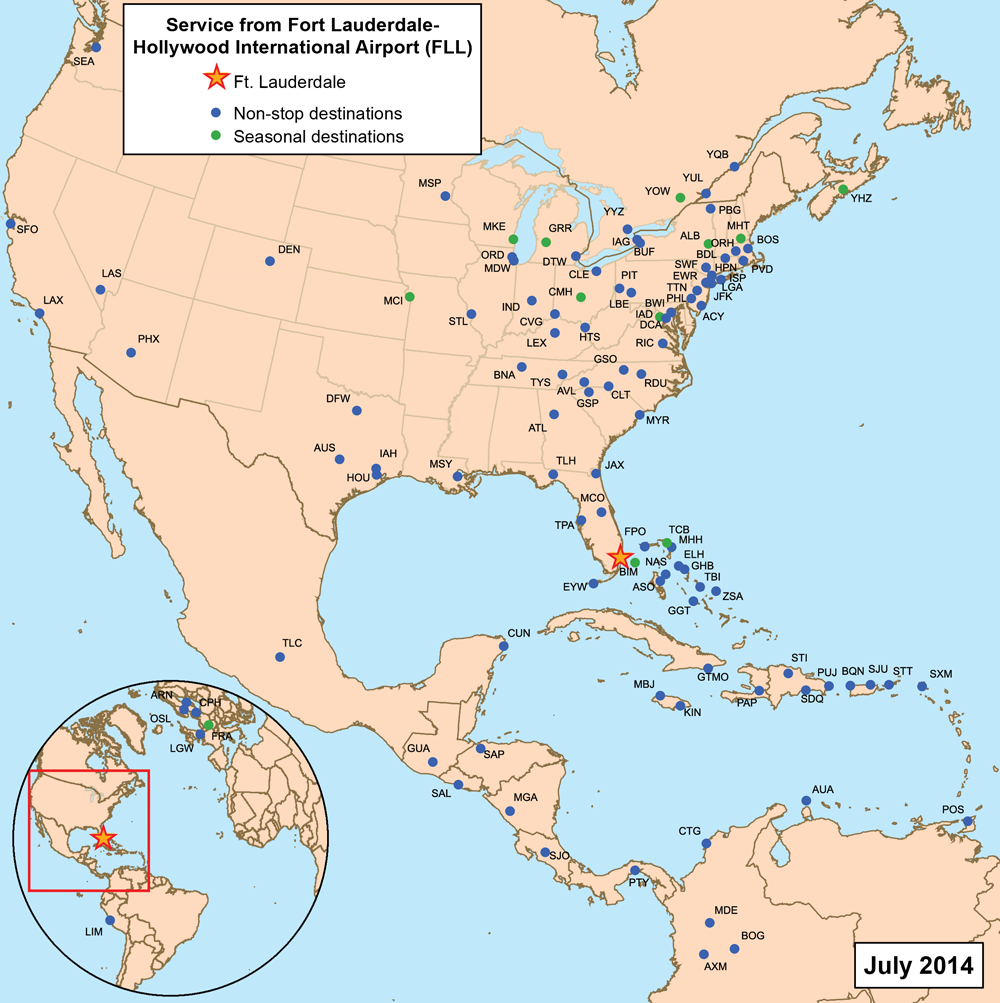
Några av destinationerna från flygplatsen (markerade med stjärna).

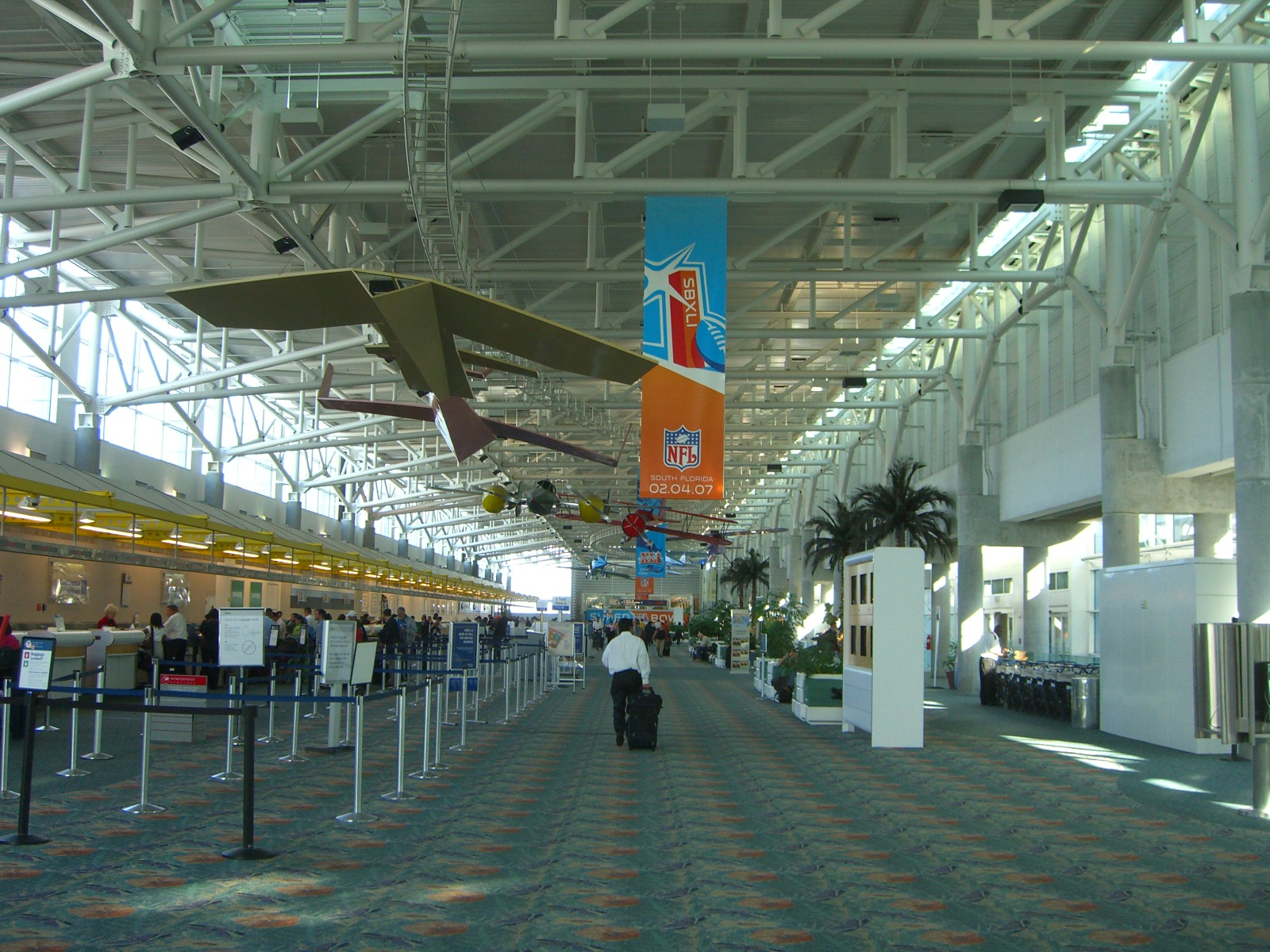
Från terminal 1.

Avresadelen av flygplatsen är indelad i fyra terminaler:
- Terminal 1 - Ny terminal har två lobbygrupper (B & C) och 18 utgångar (portar) och öppnades 2002.
- Terminal 2 - Delta Terminal har en vestibul D och 9 utgångar och används främst av flygbolagen Delta Air Lines och Air Canada.
- Terminal 3 - main terminal har två lobbygrupper (E & F) och 20 utgångar
- Terminal 4 - utrikesterminalen med vestibulen H och 10 utgångar. Transit och avgångar till destinationer utanför USA händer oftast här

## Flygbolag och destinationer
| Flygbolag                                | Destinationer | Terminal |
| ---------------------------------------- | --- | -------- |
| Air Canada                               | Montréal Trudeau, Toronto Pearson | 2-D      |
| Air Sunshine                             | Guantanamo Bay, San Salvador | 4-J      |
| Air Transat                              | Halifax, Montréal Trudeau, Québec by, Toronto Pearson | 4-H      |
| AirTran Airways                          | Baltimore, Chicago Midway, Pittsburgh | 1-C      |
| Alaska Airlines                          | Seattle/Tacoma | 1-B      |
| Allegiant Air                            | Asheville, Bangor, Greensboro, Greenville (SC), Huntington (WV), Knoxville, Lexington, Niagara Falls, Plattsburgh (NY) | 1-B      |
| American Airlines                        | Chicago O'Hare, Dallas/Fort Worth, Los Angeles, Port-au-Prince, New York JFK | 3-E      |
| Avianca                                  | Bogotá | 4-H      |
| Bahamasair                               | Freeport, Nassau | 3-E      |
| CanJet                                   | Halifax, Montréal Trudeau, Québec by, Toronto Pearson | 3-E      |
| Caribbean Airlines                       | Kingston, Montego Bay, Port of Spain | 4-H      |
| Delta Air Lines                          | Atlanta, Cincinnati, Detroit, Memphis, Minneapolis/St. Paul, New York JFK, New York LaGuardia | 2-D      |
| Frontier Airlines                        | Denver, Princeton/Trenton (NJ) | 1-B      |
| JetBlue Airways                          | Austin, Bogotá, Boston, Cancún, Hartford/Springfield, Kingston, Los Angeles, Medellín-Cordova, Nassau, New York JFK, New York LaGuardia, Newark, Newburgh, Providence, Raleigh/Durham, Richmond, San Francisco, San Jose (CR), San Juan, Santo Domingo, Washington-National, White Plains, Worcester Charter: Havana | 3-F      |
| Norwegian Air Shuttle                    | Barcelona, Köpenhamn, London-Gatwick, Madrid (från 31 oktober 2018), Oslo-Gardermoen, Paris-Charles de Gaulle, Stockholm-Arlanda | 4-H      |
| SkyBahamas Airlines                      | Nassau, Marsh Harbour, Freeport | 4-J      |
| Southwest Airlines                       | Austin, Baltimore, Buffalo, Chicago Midway, Denver, Hartford/Springfield, Houston Hobby, Jacksonville, Las Vegas, Long Island/Islip, Nashville, New Orleans, Providence, San Juan, St. Louis, Tampa | 1-B      |
| Spirit Airlines                          | Aguadilla, Armenia (Colombia), Aruba, Atlanta, Atlantic City, Baltimore, Bogotá, Boston, Cancún, Cartagena, Chicago O'Hare, Dallas/Fort Worth, Denver, Detroit, Guatemala by, Latrobe (PA), Lima, Los Angeles, Managua, Medellin, Montego Bay, Myrtle Beach, Nassau, New York LaGuardia, Niagara Falls, Orlando, Panama City, Plattsburgh (NY), Port-au-Prince, St. Maarten, St. Thomas, San José de Costa Rica, San Juan, San Pedro Sula, San Salvador (Bahamas), San Salvador, Santiago de los Caballeros, Santo Domingo, Tampa, Toluca/Mexico by | 4-H      |
| Tiara Air                                | Aruba Aruba | 3-E      |
| United Airlines                          | Chicago O'Hare, Cleveland, Houston Intercontinental, Newark, San Francisco, Washington-Dulles | 1-C      |
| United Express (drivs av Silver Airways) | Andros Town, Freeport, Gainesville, Governor's Harbour, Great Exuma Island, Key West, Marsh Harbour, Nassau, New Bight, North Eleuthera, Orlando, Tallahassee | 1-C      |
| US Airways                               | Charlotte, Philadelphia, Phoenix, Washington National | 3-E      |
| Virgin America                           | Los Angeles, San Francisco | 1-C      |
| WestJet                                  | Montréal Trudeau, Toronto Pearson | 3-E      |